# Anglicismy v češtině
Anglicismy v češtině se vyskytují v odborné terminologii některých oborů, do češtiny pronikaly v několika vlnách a některé z nich postupně zdomácněly. V některých oborech a společenských vrstvách dospěl vývoj až téměř ke vzniku ustáleného slangu, který je směsí češtiny a angličtiny a používá nejen anglické výrazy, ale i anglické větné a slovní vazby a anglické prvky v gramatice a pravopisu. 

## Vývoj
V 19. století se do češtiny s průmyslovou revolucí dostaly mnohé výrazy z oblasti techniky (např. tramway, později tramvaj), v průběhu 20. století sportovní termíny (fotbal, volejbal, gól). Ale i ojedinělé výrazy z mnoha jiných oblastí (víkend, šortky, gauč).
Po roce 1990 anglické výrazy významně zasáhly zejména oblast informatiky a výpočetní techniky, reklamy, obchodu a managementu; kromě terminologie začaly do češtiny pronikat i doslovné překlady některých anglických frází a vazeb („určitě“ – "sure", „mějte hezký den“ – "have a nice day"); nejinvazivnějším fenoménem je pojmenovávání firem a obchodních, kulturních a sportovních center anglickými názvy, do nichž jsou původní české názvy často začleněny podle anglické gramatiky a pravopisu (Charles Square Center, Cinema City, Sazka Arena). Zcela typické pro tento jev je, že dosavadní jmenný těsný přístavek umisťovaný podle české gramatiky za podstatné jméno je nahrazován nesklonným přívlastkem umisťovaným před rozvíjené jméno („v Sazka Areně“ místo „v Aréně Sazka“); podobný vliv se však v češtině projevil již ve 30. letech 20. století (Trilobit bar, Opera-hotel, Rokoko kabaret, Sekt Pavillon) a není slovanským jazykům zcela cizí (Moskva reka = řeka Moskva). 
Angličtina výrazně ovlivňuje zejména u mladších uživatelů češtiny také například způsob používání interpunkce a pravopis (týká se zejména kapitalizace, viz např. Pár Pařmenů) a pojetí vlastních jmen, psaní koncovek za čísly k vyjádření skloňovaných nebo řadových číslovek atd.